# エルシー・ベイカー

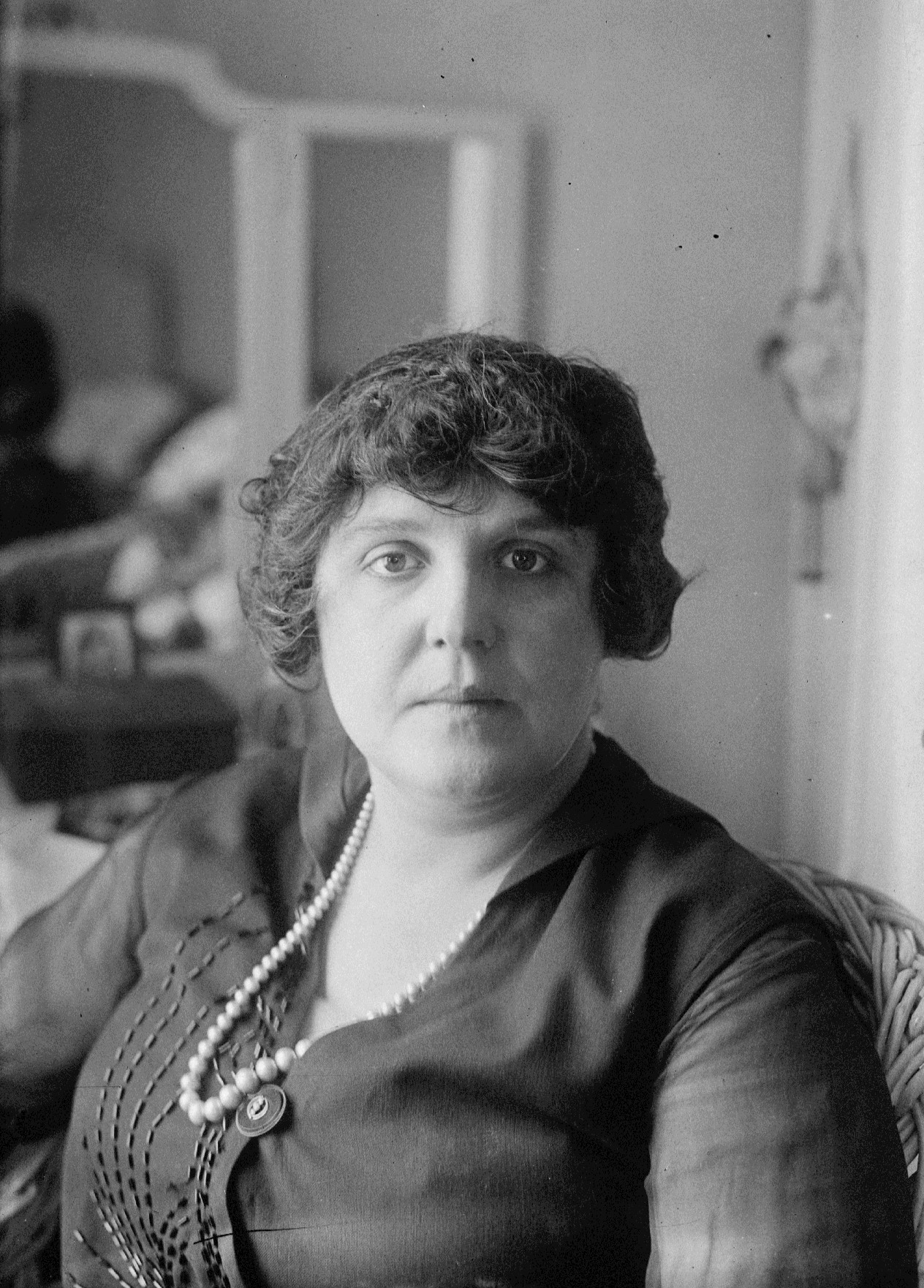
エルシー・ベイカー

エルシー・ベイカー（Elsie Baker、1883年7月13日 - 1971年8月16日）は、アメリカ合衆国の歌手、女優。イリノイ州シカゴ生まれ。ヴォードヴィルからサイレント映画を経て、ビクトローラ（蓄音器）、ラジオ、ハリウッド映画やテレビまで、永く活躍した。
ベイカーの初舞台は、10か月の赤ん坊の時であったが、その80年後にもハリウッド映画に出演しており、死去する直前まで映画出演を続けた。
別個の芸名として「エドナ・ブラウン (Edna Brown)」を名乗ることもあり、例えば、1910年代にアイルランド系アメリカ人歌手ビリー・マレイとデュエット曲を録音した際などには、この芸名が使用された例がある